# Heterophleps endoi
Heterophleps endoi là một loài bướm đêm trong họ Geometridae.